# Quatuor à cordes de Kaprálová
Le Quatuor à cordes, op. 8, est une œuvre de musique de chambre de la compositrice Vítězslava Kaprálová écrite en 1935-1936.

## Contexte et création
Vítězslava Kaprálová compose le début de son Quatuor à cordes pendant ses vacances d'été 1935 à Tři Studně, en même temps qu'elle orchestre ses Cinq compositions pour piano pour faire sa Suite en miniature. La fin de son quatuor est composée en février 1936. Elle termine son Quatuor le 25 mars 1936 et le soumet à la critique de son professeur Vítězslav Novák.
L'œuvre est créée à Brno le 5 octobre 1936 par le Quatuor morave.

## Structure
Le Quatuor à cordes est composé de trois mouvements :
1. Con brio
2. Lento
3. Finale

## Analyse

### Con brio
Le Con brio initial est de forme sonate classique et s'ouvre sur une introduction où la bitonalité superpose les gammes ascendantes de la majeur et do majeur. Un bref motif rythmique de quatre notes est ensuite joué avant d'être repris pour l'entrée du premier thème dans la tonalité de fa majeur. Le premier thème se termine sur un accord joué pizzicato proche de ceux entendus dans l'introduction. Le premier développement, bref, contient des rythmes motoriques et des gammes par tons. Le second thème est un souvenir du Quatuor à cordes de Maurice Ravel. Un troisième thème, noté vivace, est accompagné de croches régulières et clôt l'exposition. Un retour ponctuel du matériau du premier thème fait office de transition et précède le développement qui est lui-même plutôt restreint, mais où le fort chromatisme brouille la tonalité. La coda reprend les trois thèmes, avec ornementation, augmentation, fragmentation des différentes idées, dans une tonalité de fa majeur qui se rétablit.

### Lento
Le deuxième mouvement, noté Lento, commence par une mélodie en ré mineur donné par le violoncelle, avant d'être accompagné par les autres instruments en gamme par tons. Le mouvement comprend beaucoup de syncopes et de triolets, marque d'ancrage dans la tradition de la musique morave. Les deux violons reprennent ensuite le thème pour moduler ensuite dans la tonalité de si bémol majeur. La section suivante revient dans la tonalité de ré mineur, où apparaît le rythme lombard qui draine tout le reste du mouvement. La première section se termine avec le retour du thème par le premier violon. La section centrale fait une allusion aux rythmes et à la mélodie des deuxième et troisième thèmes du précédent mouvement. Le Poco vivo puis le vivace comblent l'absence de scherzo avant de ramener le premier thème dans un grand développement aux harmonies modales. Sa dernière répétition rétablit la tonalité de ré mineur.

### Finale
Le Finale, dans la tonalité de si bémol majeur, est une variation d'un thème insouciant et dansant, qu'accompagne un motif chromatique obstiné au second violon, repris ensuite par le violoncelle en diminution. Les deuxième et troisième variations donnent le thème à l'alto, avec des guirlandes de notes dans la première, notée poco meno mosso, avant de la reprendre cantabile dans la variation suivante. Le molto meno mosso suivant apporte des couleurs mineurs qui assombrissent le thème. Les sourdines rappellent le climat angoissé de Janvier et donnent un contraste saisissant avec la variation suivante, notée vivo, où les triolets dissonants et la mélodie désarticulée amène à la dernière variation où le thème, fragmenté, fait office de coda.

## Réception
Le périodique Tempo rapporte ce quatuor comme « [montrant] les remarquables capacités de la jeune compositrice : fraîcheur mélodique et rythmique, et finesse du travail ». Le critique des Národní noviny rapporte des propos semblables, tout en situant la compositrice dans la continuité de Leoš Janáček. Le journal Venkov publie, de son côté, un compte-rendu élogieux de la part d'Otakar Šourek, encensant « l'inventivité » de la compositrice.